# Emmanuel-Michel-Bertrand-Gaspard Neuhaus
Pour les articles homonymes, voir Neuhaus.
Emmanuel-Michel-Bertrand-Gaspard Neuhaus, dit Maisonneuve, né à Landau (Allemagne) le 29 septembre 1757, mort le 22 novembre 1834 à Nancy (Meurthe-et-Moselle), est un général français de la Révolution et de l’Empire.

## Biographie
Après avoir terminé ses études au collège de Mayence, il s’enrôla dans le régiment de Champagne-Infanterie le 16 août 1775. Ce régiment ayant été dédoublé à Calais en 1776, il passa dans celui d’Austrasie-Infanterie, où il devint caporal le 28 novembre 1779, s’embarqua avec ce corps pour les Grandes-Indes le 15 janvier 1780, et assista à tous les combats qui eurent lieu à la côte de Coromandel.
Au siège de Trinquemal, dans l’île de Ceylan, Neuhaus-Maisonneuve, à la tête d’un fort détachement, attaqua l’ennemi et contribua à la prise de cette place, ainsi qu’à la reddition du fort d’Osteinbourg.
Nommé sergent le 3 juillet 1782, il s’embarqua sur le vaisseau amiral le Héros le 3 septembre suivant, et combattit à la journée où ce vaisseau soutint seul une lutte de huit heures contre 12 vaisseaux britanniques. Un boulet de canon lui ayant emporté le bras gauche, il restait inébranlable à son poste, lorsqu’il eut la jambe gauche fracturée par un second boulet. L’amiral Suffren, témoin de son dévouement, lui promit de solliciter le brevet d’officier, l’emmèna en France avec lui, et le présente lui-même au roi, dont il reçoit une pension le 23 mai 1784.
Neuhaus-Maisonneuve est nommé sous-contrôleur de l’hôpital militaire de Sarrelouis le 8 mai 1786. Les habitants de Metz l’ayant choisi le 2 juillet 1789 pour être leur centenier, il obtient le 29 du même mois le grade de capitaine aide-major chef de bataillon dans la Garde nationale sédentaire de cette ville.
Commandant des fédérés de la Moselle qui se rendent à Paris lors de la fête du 14 juillet 1790, il passe le 17 comme sous-lieutenant dans le régiment provincial-artillerie de Metz, et y devient major des cinq bataillons de la garde nationale le 15 février 1791.
À la formation du 2e bataillon de volontaires de la Moselle le 14 août suivant, Neuhaus-Maisonneuve est nommé lieutenant-colonel commandant en premier de ce corps. Il met tous ses soins à l’organiser, le conduit sur les frontières, et reçoit l’ordre d’aller au camp retranché sous Sedan, où il envoie plusieurs détachements contre quelques partis ennemis répandus dans les Ardennes. Lorsque après l’affaire du camp de la Lune, où il se trouve, les Prussiens sont obligés de rendre Longwy et de quitter le territoire français, Neuhaus-Maisonneuve a le commandement de Stenay.
Devenu lieutenant-colonel divisionnaire chef de brigade le 12 mai 1793, il se rend à l’armée de la Moselle pour l’ouverture de la campagne devant Trèves. Il est ensuite chargé de couvrir la Sarre à la rentrée de l’armée, et commande les flanqueurs de droite au combat de Forbach. C’est lui qui, à l’affaire de Neukirch, pays des Deux-Ponts, après avoir rallié les tirailleurs, force le passage du pont, culbute l’ennemi et favorise ainsi la marche de l’armée qui volait au secours de Mayence. Mais dès que la reddition de cette place a forcé les troupes françaises de prendre la défensive sur la Sarre, Neuhaus-Maisonneuve prend le commandement de l’armée de Bliescastel pour empêcher que l’ennemi ne franchît la Blize, et ne se jette entre l’armée des Vosges et celle de la Moselle, ce que le corps du partisan ennemi Sekouly essaie vainement de faire.
Élevé au grade de général de brigade le 30 juillet 1793, il se distingue à l’armée des Ardennes, campée sous Carignan. Après avoir battu l’ennemi aux journées des 30 août, 1er, 2 et 3 septembre, il le rejette au-delà de la rivière de Semoys, pays de Luxembourg, et est promu au grade de général de division le 20 septembre 1793. Il passe presque aussitôt à l’armée du Nord, où il contribue à libérer Maubeuge assiègée ; il obtient ensuite le commandement du camp retranché d’Arleux, auquel il joint celui des divisions de Douai, de Pont-à-Marcq, et de la division de droite sur la Sambre, près de Beaumont.
Étant tombé malade par suite des fatigues de la guerre, il est mis à la retraite le 21 pluviôse an II. Remis en activité comme général de division commandant l’arrondissement de Bitche, Neuhaus-Maisonneuve se rend utile dans ce pays et le purge des brigands incendiaires qui le troublent depuis longtemps. À la chute du gouvernement directorial, le premier Consul le nomme commandant d’armes de la place de Bitche le 1er vendémiaire an IX.
Créé membre de la Légion d'honneur le 10 frimaire an XII (2 décembre 1803), il devient officier de l’Ordre le 26 prairial suivant (15 juin 1804), puis chevalier de l’Empire le 23 juillet 1810.
Il commande pour la dernière fois la place de Bitche pendant le blocus au 1er janvier 1814, époque à laquelle il est confirmé dans ce commandement par le maréchal duc de Valmy, commissaire du roi. Fait chevalier de Saint-Louis le 29 septembre de cette année, il est remplacé le 16 mai 1815, obtient presque aussitôt sa retraite, et meurt le 22 novembre 1834 à Nancy.